# Gesamtministerium Heldt I
Das Gesamtministerium Heldt I bildete vom 4. Januar 1924 bis 11. Januar 1927 die Landesregierung von Sachsen.

## Abstimmungen im Landtag
Die Wahl Heldts fand im Landtag am 4. Januar 1924 statt. Ausweichlich des Wahlergebnisses gab es vermutlich aus der DNVP einen Abweichler bei der Wahl Hofmanns und ausweislich des Plenarprotokolls und einer Erklärung des späteren Fraktionsvorsitzenden Arthur Arzt 15 Abweichler innerhalb der SPD-Fraktion bei der Wahl Heldts. Arzt machte deutlich, dass die Wahl Heldts und damit „[einer Koalitionsregierung mit Demokraten und Deutscher Volkspartei] im Gegensatz zu den auf dem letzten Landesparteitag der VSPD gefaßten Entschließungen [stehe]“. Die weitere Unterstützung des Kabinetts wollte man von den Beschlüssen des nächsten Parteitags abhängig machen. Dieser fand am nächsten Sonntag statt. Bei der ersten Regierungserklärung Heldts am 15. Januar verließen SPD-Abgeordnete den Saal.
| Wahlgang                                                                         | Kandidat | Kandidat                    | Stimmenanzahl | Anteil | Parteizugehörigkeit/Unterstützer | Parteizugehörigkeit/Unterstützer | Parteizugehörigkeit/Unterstützer | Parteizugehörigkeit/Unterstützer   |
| -------------------------------------------------------------------------------- | -------- | --------------------------- | ------------- | ------ | -------------------------------- | -------------------------------- | -------------------------------- | ---------------------------------- |
| 1. Wahlgang                                                                      |          | Max Heldt                   | 52            | 54,1 % |                                  |                                  |                                  | SPD (25/40 Abgeordneten), DVP, DDP |
| 1. Wahlgang                                                                      |          | Johannes Hofmann            | 17            | 17,7 % |                                  |                                  |                                  | DNVP                               |
| 1. Wahlgang                                                                      |          | Paul Böttcher               | 10            | 10,4 % |                                  |                                  |                                  | KPD                                |
| 1. Wahlgang                                                                      |          | leere/ungültige Stimmzettel | 16            | 16,7 % |                                  |                                  |                                  | angekündigt: 15× SPD               |
| 1. Wahlgang                                                                      |          | Nichtteilnahme              | 1             | 1,0 %  |                                  |                                  |                                  | Otto Ziller (DNVP)                 |
| Max Heldt als Ministerpräsident gewählt. Heldt bildet Gesamtministerium Heldt I. |          |                             |               |        |                                  |                                  |                                  |                                    |

Am 17. Januar 1924 fand ein Misstrauensvotum der KPD gegen die Regierung keine Mehrheit. Die Deutschnationalen sowie der linke Flügel der Sozialdemokraten verließen das Plenum.
Im Frühjahr 1926 wurde mehrfach versucht den Landtag vorzeitig aufzulösen. Dies scheiterte. Infolgedessen beschloss die SPD jene Mitglieder auszuschließen, die im Landtag gegen die Auflösung gestimmt hatten. Die zuvor durch Übertritt einer KPD-Abgeordneten auf 41 Abgeordnete gewachsene SPD-Fraktion verkleinerte sich deshalb auf 18 Abgeordnete. Die „Abspaltung“ Alte Sozialdemokratische Partei Deutschlands (ASPS) hatte entsprechend 23 Abgeordnete. Unter den Ausgeschlossenen befanden sich auch die sozialdemokratischen Minister, wie sich in der Kabinettsliste darstellt.

## Mitglieder des Gesamtministeriums
Die Besetzung des Gesamtministeriums wurde durch Ministerpräsidenten Heldt am 15. Januar 1924 bei einer Regierungserklärung im Landtag bekanntgegeben. Die Liste folgt der Reihenfolge in seinen Ausführungen.
| Amt                                                        | Bild        | Name                                 | Partei | Partei |
| ---------------------------------------------------------- | ----------- | ------------------------------------ | ------ | ------ |
| Ministerpräsident                                          |             | Max Heldt                            |        | SPD *  |
| Ministerpräsident                                          | parteilos * | Max Heldt                            |        |        |
| Ministerpräsident                                          | ASPS *      | Max Heldt                            |        |        |
| Stellvertreter des Ministerpräsidenten Minister des Innern |             | Max Müller                           |        | SPD *  |
| Stellvertreter des Ministerpräsidenten Minister des Innern | parteilos * | Max Müller                           |        |        |
| Stellvertreter des Ministerpräsidenten Minister des Innern | ASPS *      | Max Müller                           |        |        |
| Volksbildungsminister                                      |             | Friedrich Kaiser                     |        | DVP    |
| Justizminister                                             |             | Wilhelm Bünger                       |        | DVP    |
| Finanzminister                                             |             | Peter Reinhold (bis 27. Januar 1926) |        | DDP    |
| Finanzminister                                             |             | Julius Dehne (ab 27. Januar 1926)    |        | DDP    |
| Arbeits- und Wohlfahrtsminister                            |             | Georg Elsner                         |        | SPD *  |
| Arbeits- und Wohlfahrtsminister                            | parteilos * | Georg Elsner                         |        |        |
| Arbeits- und Wohlfahrtsminister                            | ASPS *      | Georg Elsner                         |        |        |
| Wirtschaftsminister                                        |             | Max Heldt (bis 16. Januar 1924)      |        | SPD    |
| Wirtschaftsminister                                        |             | Hermann Müller                       |        | SPD *  |
| Wirtschaftsminister                                        | parteilos * | Hermann Müller                       |        |        |
| Wirtschaftsminister                                        | ASPS *      | Hermann Müller                       |        |        |

## Belege
1. ↑  DFG-Viewer. Abgerufen am 24. Juli 2025.
2. ↑  DFG-Viewer. Abgerufen am 24. Juli 2025.
3. ↑  DFG-Viewer. Abgerufen am 25. Juli 2025.